# Halictus turkmenorum
Halictus turkmenorum is een vliesvleugelig insect uit de familie Halictidae. De wetenschappelijke naam van de soort is voor het eerst geldig gepubliceerd in 1984 door Pesenko.